# Ambrosius Francken (I)

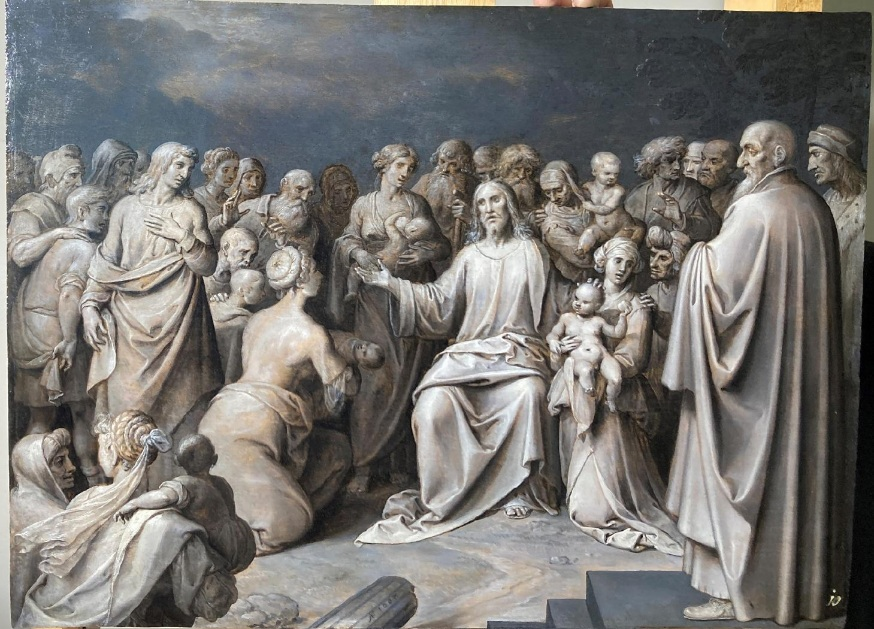
Cristo bendiciendo a los niños, firmado AF 1558, óleo sobre tabla, 48,50 x 65 cm, Madrid, Museo Lázaro Galdiano.

Ambrosius Francken (Herentals, ca. 1544/1545-Amberes, 1618) fue un pintor flamenco. Con su hermano Frans Francken I y Martin de Vos es exponente de la pintura contrarreformista en Amberes.
Miembro de una familia de artistas, fue discípulo de su padre, Nicolaes Francken, y de Frans Floris y maestro, a su vez, de su sobrino Hieronymus Francken II. Con el mayor de sus hermanos, Hieronymus Francken I, debió de completar su formación en Fontainebleau, aunque, a diferencia de Hieronymus que se afincó en París, Ambrosius no tardaría en retornar a Flandes donde las influencias italianizantes se diluirán en la atención a los detalles y el enfoque primordialmente narrativo, atento también a las orientaciones tridentinas con las que va a abordar tanto motivos neotestamentarios en composiciones siempre ordenadas (Multiplicación de los panes y los peces, Amberes, Koninklijk Museum; Cristo bendiciendo a los niños, grisalla, Madrid, Museo Lázaro Galdiano) como escenas de martirio tratadas con crudo realismo (Martirio de san Crispín y san Crispiniano, Amberes, Koninklijk Museum).